# بوریس واسکوویچ
بوریس واسکوویچ (صربی: Boris Vasković؛ زادهٔ ۱۴ سپتامبر ۱۹۷۵) بازیکن فوتبال اهل صربستان بود.
از باشگاه‌هایی که در آن بازی کرده‌است می‌توان به باشگاه فوتبال بئوگراد و باشگاه فوتبال وویوودینا اشاره کرد.
وی همچنین در تیم ملی فوتبال صربستان و مونته‌نگرو بازی کرده‌است.